# تپه دار
تپه دار، روستایی از توابع بخش مرکزی شهرستان خرم‌آباد در استان لرستان  میباشد این روستا مرکز دهستان کاکاشرف است مردم آن از ایل پاپی طوایف  کشوری مالزیری بگری رشنو جعفری وسادات سهرابی خلفوند میباشند وجه تسمیه تپه دار بدلیل وجودتپه ای که روستا روی آن ساخته شده ووجود یک درخت بسیار تنومندوکهنسال بلوط بر روی آن تپه بوده است گویا در محدوده این روستایک شهرتاریخی یا باستانی وجود داشته که آثارش از بین رفته ولی درگذشته در حفاریهای اتفاقی توسط روستائیان آثاری از جمله ستونهاوسرستونها وپایه ستونهای بزرگ سنگی پیداشده که بعدا تخریب شدند

## جمعیت
این روستا در دهستان کاکاشرف قرار دارد و براساس سرشماری مرکز آمار ایران در سال ۱۳۸۵، جمعیت آن ۳۸۹ نفر (۶۵خانوار) بوده‌است.